# FOXC2
Le FOXC2 (pour « Forkhead box protein C2 ») est une protéine de type facteur de transcription appartenant à la famille de protéines FOX. Son gène est le FOXC2 situé sur le chromosome 16 humain.

## Rôles
Il intervient dans la formation des vaisseaux lymphatiques en interagissant avec le NFATc1. Avec le PROX1, il agit sur la connexine 37 et la calcineurine dans la formation du système valvulaire de ces vaisseaux. Il permet la constitution du cytosquelette et des jonctions inter-cellulaires au niveau de ces vaisseaux.

## En médecine
Une mutation du gène provoque le syndrome lymphœdème-distichiasis. 